# Conferenza del Libano
La conferenza del Libano è stato un incontro organizzato dal 17 al 20 maggio 1944 tra il governo greco in esilio in Egitto e le varie organizzazioni attive della Resistenza all'interno della Grecia, con l'obiettivo di formare un governo di unità nazionale. La conferenza, organizzata su iniziativa di Geōrgios Papandreou, sotto gli auspici britannici, fu organizzata in seguito agli ammutinamenti filo-comunisti tra le forze greche di stanza in Egitto e alla formazione da parte dei comunisti di un governo rivale, il Comitato politico di liberazione nazionale o PEEA.

## Contesto
Durante la seconda guerra mondiale, la Grecia, dopo aver ottenuto una vittoria nella guerra italo-greca sul fronte albanese (ottobre 1940 – aprile 1941, vedi Giorno del No), dovette cedere all'invasione tedesca nell'aprile 1941. Il governo legittimo, la famiglia reale e le forze navali e aeree si ritirarono a Creta e in seguito, dopo la battaglia di Creta (maggio 1941), in Egitto per continuare la resistenza, alleandosi con le forze britanniche ivi stanziate. Il paese fu occupato dalle potenze dell'Asse dall'aprile 1941 e diviso in tre zone sotto il controllo di Germania, Italia e Bulgaria.
Contemporaneamente, all'interno del Paese, vennero organizzati diversi movimenti di resistenza armata, arrivati a un certo punto fino a 15. I principali erano l'EDES del colonnello Napoleon Zervas, l'EAM del Partito Comunista di Grecia e l'EKKA del colonnello Dimítrios Psarrós. Il "governo libero" in esilio vide gradualmente accrescere i suoi disaccordi con i movimenti della Grecia occupata, essendo da questi considerato un secondo governo fantoccio dopo quello dello Stato ellenico. Le parti si resero conto della necessità di creare primariamente un governo di unità nazionale che facesse affidamento sulle opinioni e sulla cooperazione di tutte le forze politiche e dei gruppi di resistenza, con l'obiettivo comune di un ripristino ordinato della vita pubblica.
Nel marzo del 1944 si verificò una rivolta antimonarchica tra le truppe greche presenti in Egitto. Gli ammutinati volevano costringere il governo in esilio di Tsoudéros ad accordarsi con il Comitato Politico di Liberazione Nazionale, istituito dai combattenti della resistenza comunista in Grecia. Tsoudéros si dimise e fu sostituito da Sophoklís Venizélos, mentre l'ammutinamento venne represso.
L'organizzazione di una conferenza fu avviata per la prima volta da Sofoklīs Venizelos, in sostituzione di Emmanouil Tsouderos, partito per Londra, come capo del governo greco in esilio. Tuttavia, all'improvviso, il 14 aprile 1944 Geōrgios Papandreou arrivò al Cairo su un aereo della RAF. Con la mediazione degli inglesi, quest'ultimo 13 giorni dopo ottenne la convocazione in Libano di una conferenza di tutte le parti politiche nei venti giorni successivi, e piazzò Vénizélos alla carica di Primo ministro.

## La conferenza
La conferenza iniziò in Libano a Duhur al-Shuwayr (stazione a monte vicino a Beirut) il 17 maggio 1944. I delegati dei gruppi di resistenza greci arrivarono dall'Italia su aerei della RAF, mentre i partecipanti del governo Papandreou arrivarono dal Cairo.

### I delegati
I delegati presenti erano per la maggior parte dei politici in esilio, insieme ai rappresentanti del Comitato Politico di Liberazione Nazionale, l'EAM, l'ELAS, il KKE, l'EDES e l'EKKA.
I 25 delegati presenti alla Conferenza del Libano erano:
- Geōrgios Papandreou, Presidente del governo greco in esilio e quattro membri del suo governo, tutti rappresentanti del Partito dei Liberali: Sophoklís Venizélos, Constantin Rentis, Georgios Exintaris e Gerasimos Vassiliadis
- Dimítrios Lóndos per il Partito Populista
- Spyros Théotokis per il Partito Nazionale del Popolo (Εθνικού Λαϊκού Κόμμα)
- Georgios Sakalis per il Partito Progressista (Προδευτικό Κόμμα)
- Alexandros Mylonas per il Partito Agrario
- Ioánnis Sofianópoulos per l'Unione della Sinistra (Ένωση Αριστερών)
- Panagiotis Kanellopoulos per il Partito Unionista nazionale
- Phílippos Dragoúmis come indipendente
- Alexandros Svolos, Presidente del Comitato Politico di Liberazione Nazionale (PEEA) accompagnato da Angelos Angelopoulos e Nikolaos Askoutsis, membri del PEEA
- Petros Roussos per il Partito Comunista di Grecia
- Miltiádis Porphyrogénis, Segretario Generale dell'EAM, accompagnato da Dimitrios Stratis
- Il generale Stefanos Sarafis, Capo dell'ELAS
- Komninos Pyromaglou, generale in capo dell'EDES, accompagnato dal tenente colonnello S. Metaxas e dal capitano I. Metaxas
- Geórgios Kartális, rappresentante dell'EKKA
- Generali Konstantinos Ventiris e Antonis Stathatos, rappresentanti di altre organizzazioni di resistenza

Alla conferenza partecipò l'ambasciatore britannico Reginald Leeper, che registrò con il proprio personale tutte le posizioni espresse dai delegati.

### Accordo
La presenza dei comunisti fu fortemente criticata dagli altri partecipanti alla conferenza. Tuttavia, un accordo, la Carta del Libano, finì per essere raggiunto e firmato da tutti.
Ciononostante, i leader comunisti in Grecia rifiutarono il testo e ripresero le trattative per trovare un nuovo accordo. Vennero assegnati cinque incarichi di governo ai comunisti in cambio della loro integrazione nelle truppe britanniche del generale Scobie.